# 陶尔瑙圣玛丽亚
陶尔瑙圣玛丽亚（匈牙利語：Tarnaszentmária）是匈牙利赫维什州所辖的一个村。总面积11.00平方公里，总人口243，人口密度22.1人/平方公里（2011年1月1日）。